# Aizpute (novads)
Aizpute (en letton : Aizputes novads) est une ancienne municipalité de Courlande en Lettonie. Le centre administratif du novads était la ville d'Aizpute.

## Géographie
La municipalité s'étendait sur 640,1 km2 dans l'ouest de la Lettonie.

## Histoire
La municipalité est formée en 2009 en fusionnant la ville d'Aizpute avec les 5 communes (pagasti) suivantes:
- Aizputes pagasts
- Cīravas pagasts
- Kalvene
- Kazdangas pagasts
- Lažas pagasts

Avec la réforme administrative et territoriale du 1er juillet 2021, elle est supprimée et fusionnée avec Durbe, Grobiņa, Nīca, Pāvilosta, Priekule, Rucava et Vaiņode pour former la nouvelle municipalité de Courlande-du-Sud (Dienvidkurzemes novads).

## Démographie
Au 1er janvier 2011, la population s'élevait à 10 368 habitants et se répartit en 92,72 % de Lettons, 2,53 % de Lituaniens, 2,02 % de Russes et 2,73 % d'autres groupes ethniques. En 2020, elle s'élevait à 8 057 habitants.